# Tunesische Volleyballnationalmannschaft der Männer
Die tunesische Volleyballnationalmannschaft der Männer ist eine Auswahl der besten tunesischen Spieler, welche die Fédération Tunisienne de Volley-Ball bei internationalen Turnieren und Länderspielen repräsentiert. Tunesien gilt als erfolgreichste Volleyballnation Afrikas. Dies gilt für die Nationalmannschaft und für die Klubs, welche in kontinentalen Wettbewerben viele Titel gewinnen konnten.

## Geschichte

### Weltmeisterschaft
1970 war Tunesien zum ersten Mal bei einer Volleyball-Weltmeisterschaft dabei, kam aber nicht über Platz 22 hinaus. Vier Jahre später war das Ergebnis mit Rang 18 etwas besser, doch 1978 blieb Tunesien nur der letzte Platz unter 24 Mannschaften. Auch 1982 war Tunesien als 21. abgeschlagen platziert. Nach langer Pause kehrten die Tunesier zur WM 2002 zurück und erreichte Platz 19. 2006 in Japan gab es mit dem Einzug in die zweite Runde und Rang 15 das bislang beste Ergebnis.

### Olympische Spiele
Bei der ersten Olympiateilnahme 1972 in München wurde Tunesien hinter dem Gastgeber Deutschland Letzter. 1984 in Los Angeles schafften die Tunesier als Neunter das bislang beste Ergebnis. Bei den weiteren vier Teilnahmen 1988, 1996, 2004 und 2012 gab es einen zwölften und drei elfte Plätze. Beim afrikanischen Qualifikationsturnier in Kairo sicherte sich Tunesien seinen Startplatz für die Olympischen Spiele 2020.

### Afrikameisterschaft

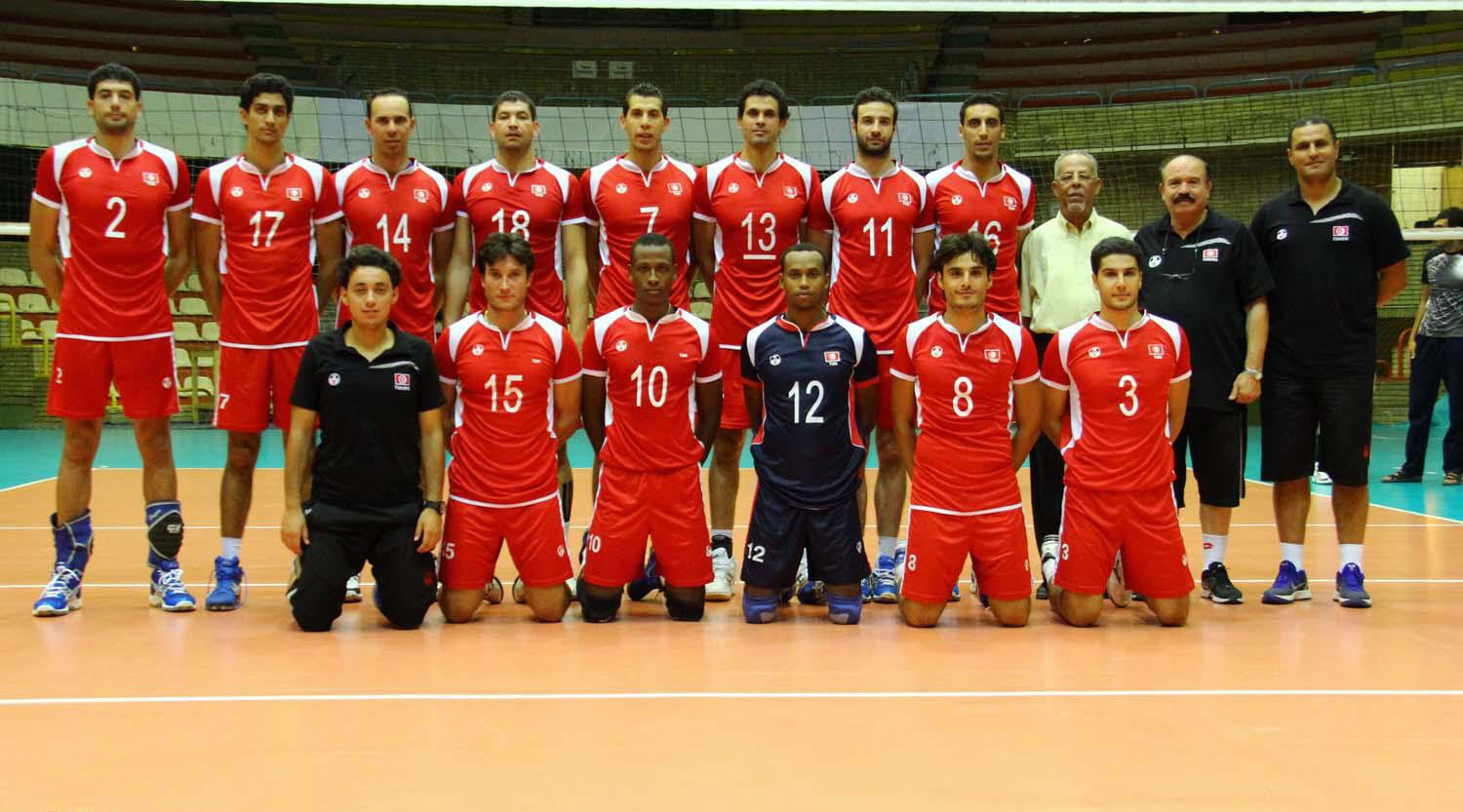
Mannschaftsfoto aus dem Jahr 2012

- Afrikameister (11)
  -  Afrikameister 1967, 1971, 1979, 1987, 1995, 1997, 1999, 2003, 2017, 2019, 2021

- Vizeafrikameister (7)
  -  1976, 1983, 1993, 2005, 2007, 2013, 2015

- Bronzemedaille (2)
  -  1991, 2011

Die erste Afrikameisterschaft fand 1967 in Tunesien statt und der Gastgeber gewann gegen Algerien den Titel. 1971 konnte Tunesien den Titel gegen den Gastgeber Ägypten verteidigen. Als die kontinentale Meisterschaft 1976 wieder in Tunesien stattfand, gelang Ägypten die Revanche. Doch 1979 wurde Tunesien bereits zum dritten Mal Afrikameister, diesmal gegen Libyen. 1983 mussten sie den Ägyptern in dessen Land die Trophäe überlassen, aber 1987 (Finale gegen Kamerun) holten die Tunesier den Titel zurück ins eigene Land. 1989 verpassten sie erstmals ein Turnier, 1991 belegten sie den dritten Platz. Zwei Jahre später unterlagen sie dem Gastgeber Algerien im Finale. 1995 wurde Tunesien – erneut im eigenen Land gegen Ägypten – zum fünften Mal Afrikameister und verteidigte den Titel anschließend zweimal in Folge. Nachdem sie 2001 nicht dabei waren, besiegten die Tunesier den Dauerrivalen Ägypten in dessen Land, doch von 2005 bis 2015 triumphierten die Ägypter wieder. 2017 gewann Tunesien zum neunten Mal die Afrikameisterschaft und 2019 die zehnte. 2021 verteidigte Tunesien und besiegte Kamerun im Finale. Somit holte man den elften Titel für die stolze Volleyballnation.

### World Cup
Die Tunesier nahmen 1969 erstmals am World Cup teil und wurde Zwölfter. 1981 gelang ihnen als Achter das beste Ergebnis, das sie 1991 wiederholen konnten. Danach war Tunesien immer dabei, kam aber nicht über Rang elf hinaus.

### Nations League
Tunesien nahm noch nie an der Nations League teil.

### Weltliga
Tunesien nahm von 2014 bis 2017 an der Weltliga teil, landete allerdings immer auf hinteren Plätzen.